# L'Homme de Kiev (roman)
L'Homme de Kiev (titre original : The Fixer) est un roman de l'écrivain américain Bernard Malamud, publié en 1966.

## Résumé
L'Homme de Kiev relate l'histoire de Yakov Bok, inspirée de celle de Menahem Mendel Beilis, un Juif russe accusé injustement en 1911 d'avoir tué un jeune garçon chrétien pour de supposés « rituels juifs » (voir Accusation antisémite de meurtre rituel) desquels la communauté juive était fréquemment accusée à travers l'antisémitisme des siècles.

## Réception critique
La famille de Beilis reproche à Malamud d'avoir présenté Menahem Beilis et son épouse Esther de façon mensongère et dégradante. Malamud lui répond que son livre « ne cherche pas à dépeindre Mendel Beilis ou sa femme », et qu'effectivement, ils ne ressemblent pas aux héros de son livre. 
Néanmoins, la confusion entre les personnes (Beilis) et les personnages (Yakov Bok) s'opère dans les esprits à la fin du XXe siècle, d'autant que de l'ouvrage de Malamud, le cinéaste américain John Frankenheimer tire en 1968 le film L'Homme de Kiev, avec Alan Bates et Dirk Bogarde.

## Éditions
Édition originale américaine
- (en) Bernard Malamud, The Fixer, New York, Farrar, Straus and Giroux, 1966

Éditions françaises
- Bernard Malamud (trad. Gérard et Solange de Lallène), L'Homme de Kiev [« The Fixer »], Paris, Seuil, 1er novembre 1967, 280 p. (ISBN 978-2-02-001527-1).
- Bernard Malamud (trad. Gérard et Solange de Lallène, révisée par Hélène Cohen), L'Homme de Kiev [« The Fixer »], Paris, Rivages, 28 janvier 2015, 427 p. (ISBN 978-2-7436-2964-9).

## Adaptation cinématographique
- 1968 : L'Homme de Kiev, film américain réalisé par John Frankenheimer, avec Alan Bates, Dirk Bogarde, Ian Holm et Hugh Griffith